# Luigi Antonelli
Luigi Antonelli (Castilenti, 22 gennaio 1877 – Pescara, 21 novembre 1942) è stato un drammaturgo italiano.

## Biografia
Dopo gli iniziali studi di medicina, si dedicò alla letteratura. Trascorse alcuni anni in Argentina, a Buenos Aires, dove diresse il giornale La patria degli Italiani. 
Autore di commedie e racconti, la sua opera va collegata, insieme con quella di Chiarelli, Rosso di S. Secondo e Cavacchioli, ai princìpi del cosiddetto "teatro grottesco" che, nel secondo decennio del Novecento, si opponeva allo psicologismo borghese del teatro italiano dell'epoca.
Egli va individuato tra i protagonisti di quel tentativo di rinnovamento del teatro italiano, che cercò la liberazione dalle forme di un realismo ormai convenzionale e stantìo. Affrancandosi dal convenzionalismo e dagli schemi dell'intrattenimento borghese in nome della libera invenzione fantastica, Antonelli si spinge a costruire un teatro che smette di preoccuparsi di espedienti, come la coerenza e la logicità, e che al contrario mira a una vera e propria dissoluzione dei personaggi, dei tempi, delle vicende, lasciandosi guidare da un'ironia spesso polemica. 
In particolare con la commedia L'uomo che incontrò se stesso, del 1919, Antonelli scrisse uno dei testi fondamentali dello stile "grottesco", indicando nell'uomo scontento di sé a cui viene concesso di ripetere la propria vita una sorta di nuovo modello drammatico e antropologico. Nel 1923 organizzò a Pescara il festival della "Settimana Abruzzese", portando in scena carri con sfilate di personaggi di vari paesi in costume tipico abruzzese. Il festival si conclude con una rappresentazione in versione abruzzese della tragedia dannunziana La figlia di Jorio, traduzione fatta da Cesare De Titta.
Tra le collaborazioni va ricordata quella con Pirandello, che curò la regia della commedia di Antonelli Il maestro nel 1934 e di cui Antonelli scrisse la biografia Maschera nuda di Pirandello (1935).
La sera della sua morte, il 21 novembre del 1942, la sua commedia L'uomo che incontrò se stesso veniva rappresentata al Teatro Nazionale di Bucarest.
Tra gli altri suoi lavori teatrali sono da ricordare: La fiaba dei tre maghi (1919), I diavoli nella foresta (1920), L'isola delle scimmie (1922), La casa a tre piani (1925), Il dramma, la commedia, la farsa (1927), La donna in vetrina (1926), La bottega dei sogni (1927), Il maestro (1934), L'amore deve nascere (1942).

## Vita privata
È stato sposato con la scrittrice Lucilla Calfus Antonelli con la quale ebbe un figlio, lo scrittore e regista Edoardo Anton. In seconde nozze sposò Maria Cascella, figlia dell'artista Basilio Cascella, con la quale ebbe i figli Grazia e Antonello.

## Filmografia
- Il barone di Corbò, regia di Gennaro Righelli (1939), soggetto e sceneggiatura

## Opere
- L. Antonelli, Teatro, a cura di Luciano Paesani, con una prefazione di Franca Angelini, Atri (Teramo), Associazione culturale "Amici del libro abruzzese", 2001, 2. voll, pp. CVIII-514 (I vol.), 640 (II vol.); trattasi della stampa anastatica della raccolta in volume di novelle, atti unici e articoli giornalistici antonelliani.